# 9. Feld-Division
9. Feld-Division foi uma divisão de campo da Luftwaffe que prestou serviço durante a Segunda Guerra Mundial, combatendo com a Heer. Criada em Outubro de 1942, a divisão acabou por ser absorvida pelo Exército Alemão em Novembro de 1943.

## Comandantes
- Hans Erdmann, 8 de Outubro de 1942 - 11 de Agosto de 1943[2]
- Anton-Carl Longin, 11 de Agosto de 1943 - 1 de Novembro de 1943[2]